# Usina Hidrelétrica Barra do Braúna
A Usina Hidrelétrica Barra do Braúna é uma usina hidrelétrica brasileira localizada no estado de Minas Gerais.
A usina está instalada no Rio Pomba, a 60 km de sua foz no rio Paraíba do Sul. A barragem situa-se entre os municípios de Laranjal e Recreio, mas o reservatório por ela formado se estende também pelos municípios de Leopoldina e de Cataguases. É operada pela empresa Barra do Braúna Energética S.A.
Em 15 de março de 2001, foi assinado o contrato de concessão para aproveitamento hidrelétrico entre a Agência Nacional de Energia Elétrica e a concessionária. A construção da usina teve início em 2008 e sua operação teve início autorizado pela ANEEL em 7 de janeiro de 2010.

## Caraterísticas
A barragem, construída de terra homogênea, possui 340 metros de comprimento. A crista apresenta 6 metros de largura e altura de 34 metros. É dotada de um vertedouro com superfície de crista livre, construído em concreto, cuja capacidade de descarga é de 2859 m³ por segundo.
O reservatório constituído pela barragem ocupa 12,5 km² de área e se estende por 18,5 km a montante da barragem. Sua capacidade é de 2 687 200 m³, considerando o nível d'água máximo na cota de elevação de 152 metros. A área alagada é formada pela calha do rio Pomba e por terras dos municípios situados no entorno. O município que mais contribui para a área alagada é Laranjal (50,69%), seguido por Leopoldina (22,84%), Recreio (21,69%) e Cataguases (4,78%).Anualmente a barragem causa grandes prejuízos a população nas cidades que a antecedem, por reter água demais em seu reservatorio.
no ano de 2020 até o mês de março já ocorreram 3 transbordamentos que atingiram inúmeras cidades causando prejuízo incalculável a população .
A casa de força está situada no município de Recreio e abriga três unidades geradoras. A potência unitária nominal de cada unidade geradora vale 13 MW, o que totaliza uma capacidade instalada de 39 MW. A altura de queda de projeto é de 23,8 metros.
Esta usina não possui Sistema de Transposição de Peixes.
A vazão mínima operacional da usina é de 30 m³ por segundo, imposta pela característica das turbinas utilizadas. A vazão de engolimento máximo de cada unidade geradora é de 60 m³ por segundo. Após passarem pelas turbinas, as águas retornam ao rio Pomba por um canal de fuga de 90 metros.